# Нагель, Андрей Платонович
Андрей Платонович Нагель (1877 год, Санкт-Петербург, Российская империя — 1956 год, Париж, Франция) — русский автомобилист, автогонщик, мотогонщик, журналист, издатель и редактор журналов «Спорт», «Автомобиль», «Двигатель», «Аэро», «Аэро и автомобильная жизнь», юрист, масон.

## Биография
Родился 2 марта 1877 года[по какому календарю?] в Санкт-Петербурге. Внук А. А. Краевского, издателя журнала «Отечественные записки» и газеты «Голос», сын сотрудника «Голоса» П. А. Нагеля (1847—1897). В метрической книге Симеоновской церкви на Моховой улице в 1877 году было записано: «…у Охтинского купца 2 гильдии Платона Андреевича Нагеля, православного вероисповедания, и законной жены Софии Елисаветы Егоровой, лютеранского исповедания, обоих первобрачных, сын Андрей родился 2, крещен 19 марта 1877 года». Восприемниками (крестными родителями) были записаны статский советник Андрей Александрович Краевский и дочь актёра Санкт-Петербургских императорских театров, Елизавета Яковлевна Брянская.
В 1902 году окончил Юридический факультет Императорского Санкт-Петербургского университета. С 1902 по 1910 год состоял на службе в канцелярии Министерства путей сообщения. В молодости увлекался верховой ездой и велогонками. Весной 1900 года принял участие в гонке «Луга — Санкт-Петербург» на трицикле «Старлей» (сошёл с дистанции).

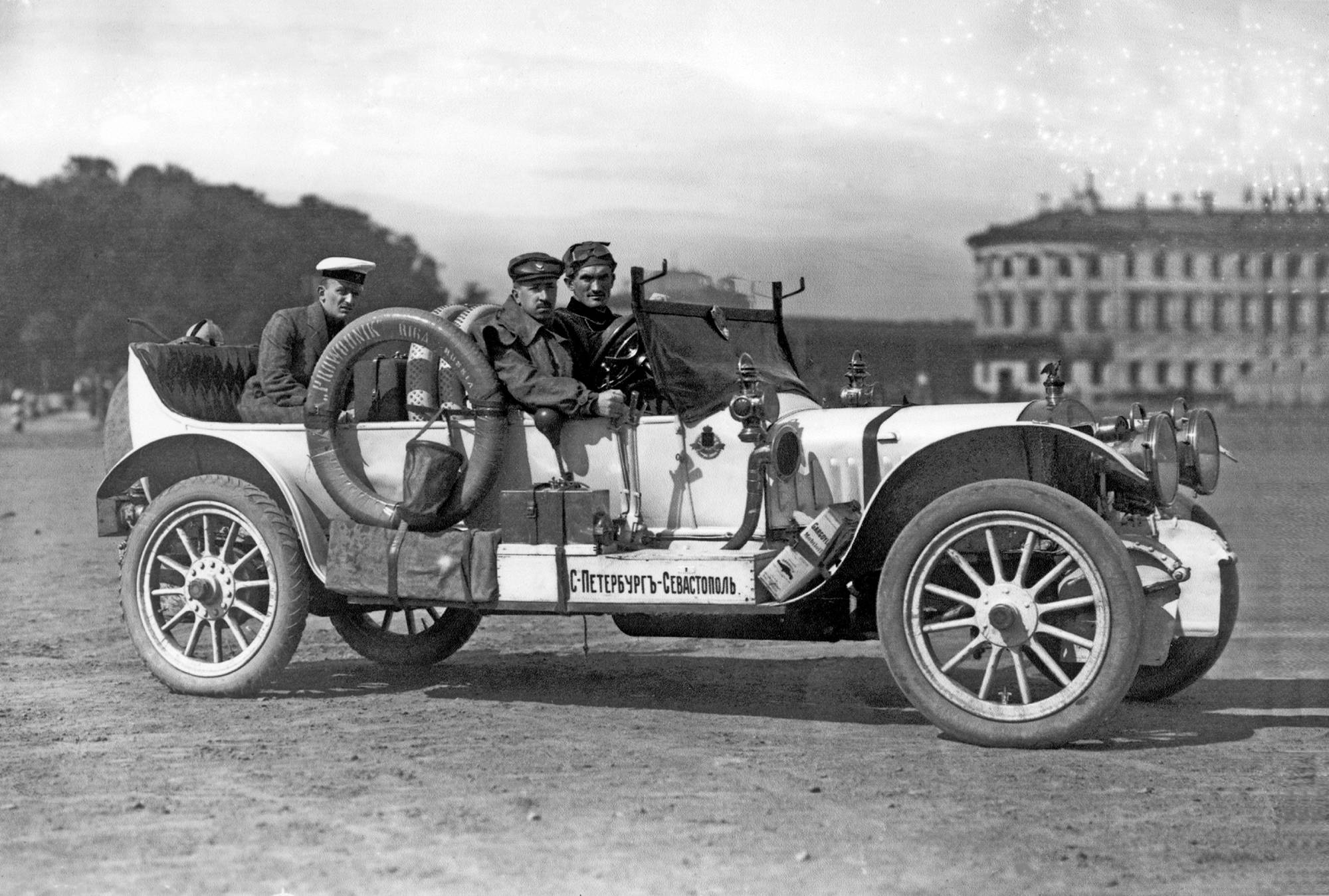
Андрей Нагель за рулём «Руссо-Балта» в Санкт-Петербурге перед поездкой в Севастополь, 1911 год.

С 1902 по 1917 год был редактором-издателем журнала «Автомобиль». В 1907 году по его инициативе состоялся первый в России автомобильный салон. В 1908 году на автомобиле «Даррак» проехал по маршруту Санкт-Петербург — Париж — Венеция — Санкт-Петербург. В 1910 году Нагель совершил автопробег по маршруту: Санкт-Петербург — Рига — Берлин — Дрезден — Сен-Готард — Рим — Неаполь — Берлин — Санкт-Петербург на автомобиле «Руссо-Балт» С-24/30. В сентябре 1910 года впервые покорил Везувий на автомобиле.
В 1912 году на автомобиле Руссо-Балт вместе со штурманом В. А. Михайловым занял 9-е место в абсолютном зачёте ралли Монте-Карло (специальный приз за наибольшую пройденную дистанцию. Состязания проходили по принципу «звёздного сбора» — участники преодолевали различные маршруты с финишем в одной точке, где им начислялись очки в том числе и за пройденную дистанцию. Нагель во всех упомянутых состязаниях стартовал из Санкт-Петербурга) и 2-е место в абсолютном зачёте ралли Сан-Себастьяна (специальный приз за наибольшую пройденную дистанцию). За успех в ралли Монте-Карло и создание благоприятного имиджа российских автомобилей за рубежом император Николай II наградил А. П. Нагеля орденом Святой Анны 3-й степени.
В 1913 году совершил международный автопробег на автомобиле Руссо-Балт, пройдя более 15 тысяч километров по дорогам Западной Европы и Северной Африки.
После Октябрьской революции Андрей Нагель не нашёл для себя места в Советской России и к февралю 1920 года вместе с семьей переехал в Париж. О его дальнейшей жизни известно немногое. В 1922—1924 годах состоял в масонской ложе «Астрея». В 1950-х годах прошлого века продолжал журналистскую деятельность, сотрудничая с русскоязычными изданиями во Франции — журналом «Возрождение» и газетой «Русская мысль».
Умер 10 ноября 1956 года в Париже.

## Интересные факты
- Андрей Платонович Нагель открывает опубликованный российской редакцией журнала Top Gear список[12].
- В 2012 году в честь столетнего юбилея выступления Андрея Платоновича Нагеля в ралли Монте-Карло был организован автопробег Москва — Монте-Карло[13].